# Magnesiumoxid
Magnesiumoxid, MgO, är en kemisk förening av magnesium (Mg) och syre (O). Magnesiumoxid har mycket låg löslighet i vatten och är basiskt.
Trivialnamnet magnesia är emellertid tvetydigt, eftersom både basiskt magnesiumkarbonat och mangandioxid tidigare har kallats magnesia (magnesia alba respektive magnesia nigra). Ålderdomliga svenska ord för magnesiumoxid är talkjord och bitterjord. Magnesiumoxid förekommer sällsynt som mineralet periklas. 
Magnesiumoxid bildas vid förbränning av magnesium i syre, till detta krävs stor tillgång till energi, samtidigt som stor mängd energi frigörs (3933 kJ/mol MgO). Magnesiumoxid bildas om magnesiumkarbonat kalcineras.

## Användning
Magnesiumoxid är ett vitt eldfast ämne som ingår i deglar som motstår extrema temperaturer vid smältning av metall.
Magnesiumoxid används som elektriskt isoleringsmaterial, bland annat i termoelement.
Magnesiumoxid används för att neutralisera magsyran om man har sura uppstötningar och det används också som kosttillskott. Det har E-nummer 530.
Om magnesiumoxid blandas med en stark vattenlösning av magnesiumklorid fås magnesiacement.

## Risker
Magnesiumoxid är irriterande för ögon och andningsvägar och inandning kan orsaka metallfeber.